# Thumb Wars
Thumb Wars é um filme de animação estadunidense de 1999 dirigido por Steve Oedekerk. Com duração de meia hora, estreou na televisão, satirizando a saga Star Wars.